# Toyota Coaster
Der Toyota Coaster ist ein Minibus, der von Toyota in Japan hergestellt wird. Der in Australien verkaufte Coaster hat 21 Sitzplätze (einschließlich Fahrer). Er wird von einem 4,0 l-R6-Turbodieselmotor angetrieben.

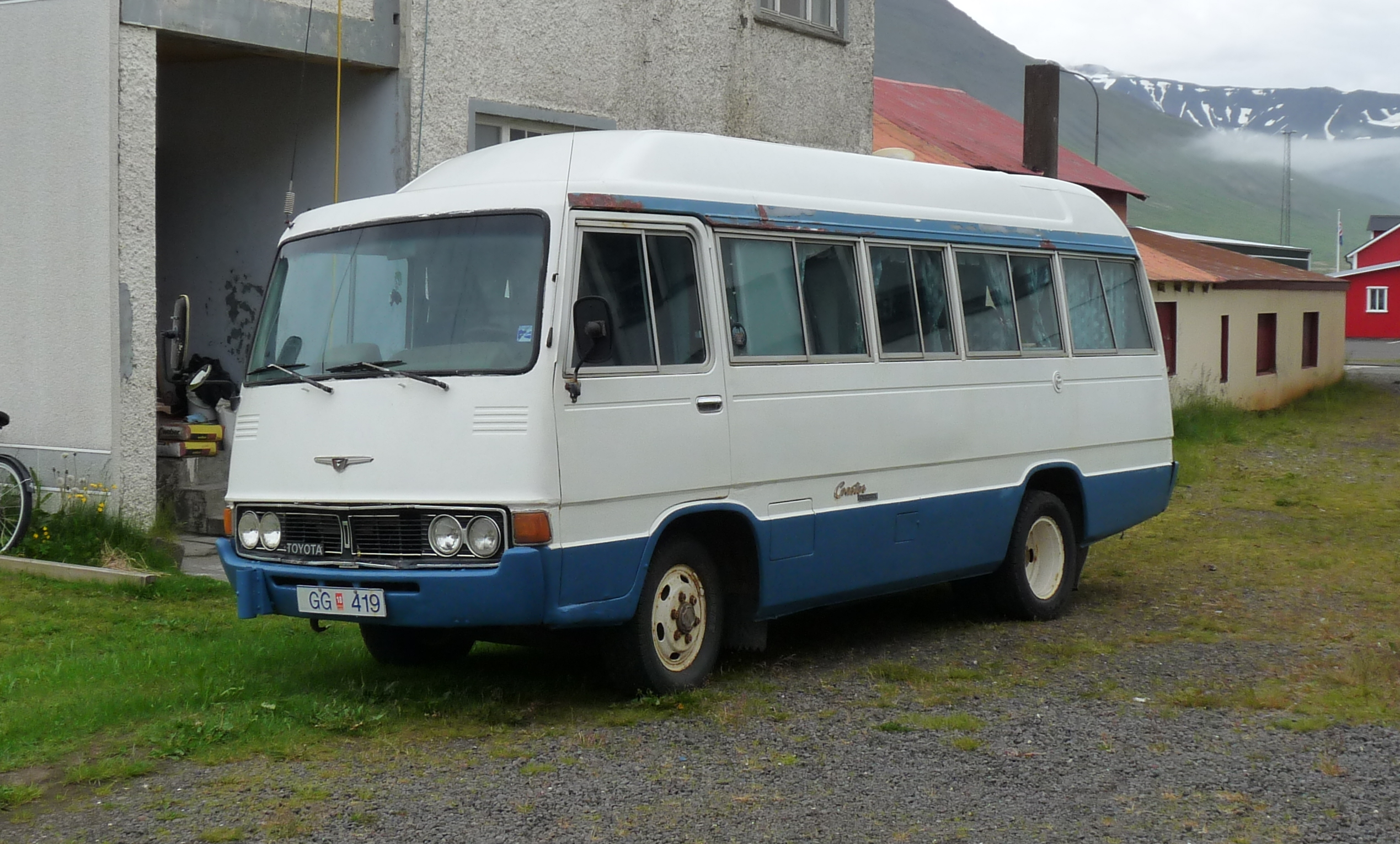
Coaster von der ersten Generation

Auch in Hongkong findet man den Coaster häufig im Alltag; viele Minibus-Unternehmer nutzen ihn. Der Toyota LPG Coaster wird mit Flüssiggas betrieben und wird oftmals in städtischen Regionen eingesetzt, um die Luftverschmutzung zu reduzieren. Seine Abgase sind weniger umweltbelastend und enthalten weder schwarzen Rauch noch Feinstaubpartikel. In Hongkong werden gasbetriebene kleine öffentliche Busse („öffentliche Minibusse“) viel häufiger genutzt. Daneben gibt es auch einige Ambulanzfahrzeuge mit Flüssiggasbetrieb.
In Santa Cruz de la Sierra in Bolivien wird der Toyota Coaster im öffentlichen Nahverkehr eingesetzt. Diese Busse wurden vornehmlich aus Asien eingeführt und entsprechend den dort geltenden Verkehrsvorschriften umgebaut (auf Linkslenkung, wobei die Tür für die Passagiere rechts sitzt).
Ebenfalls häufig findet man den Coaster in Entwicklungsländern, wo Zuverlässigkeit und geringe Kosten ihn zum idealen Modell für Minibus-Unternehmer in Afrika, dem Nahen Osten und in der Karibik machten. Das Fahrgestell des Coaster wurde auch für den Salvador Caetano Optimo verwendet.